# 쑹궈딩
쑹궈딩(중국어 정체자: 宋國鼎, 병음: Sòng Gúodîng, 1981년 1월 22일 ~ )은 타이완의 정치인이다. 2018년 먀오리현 제4선거구의 현의원으로 당선된다.